# Quartier des Enfants-Rouges

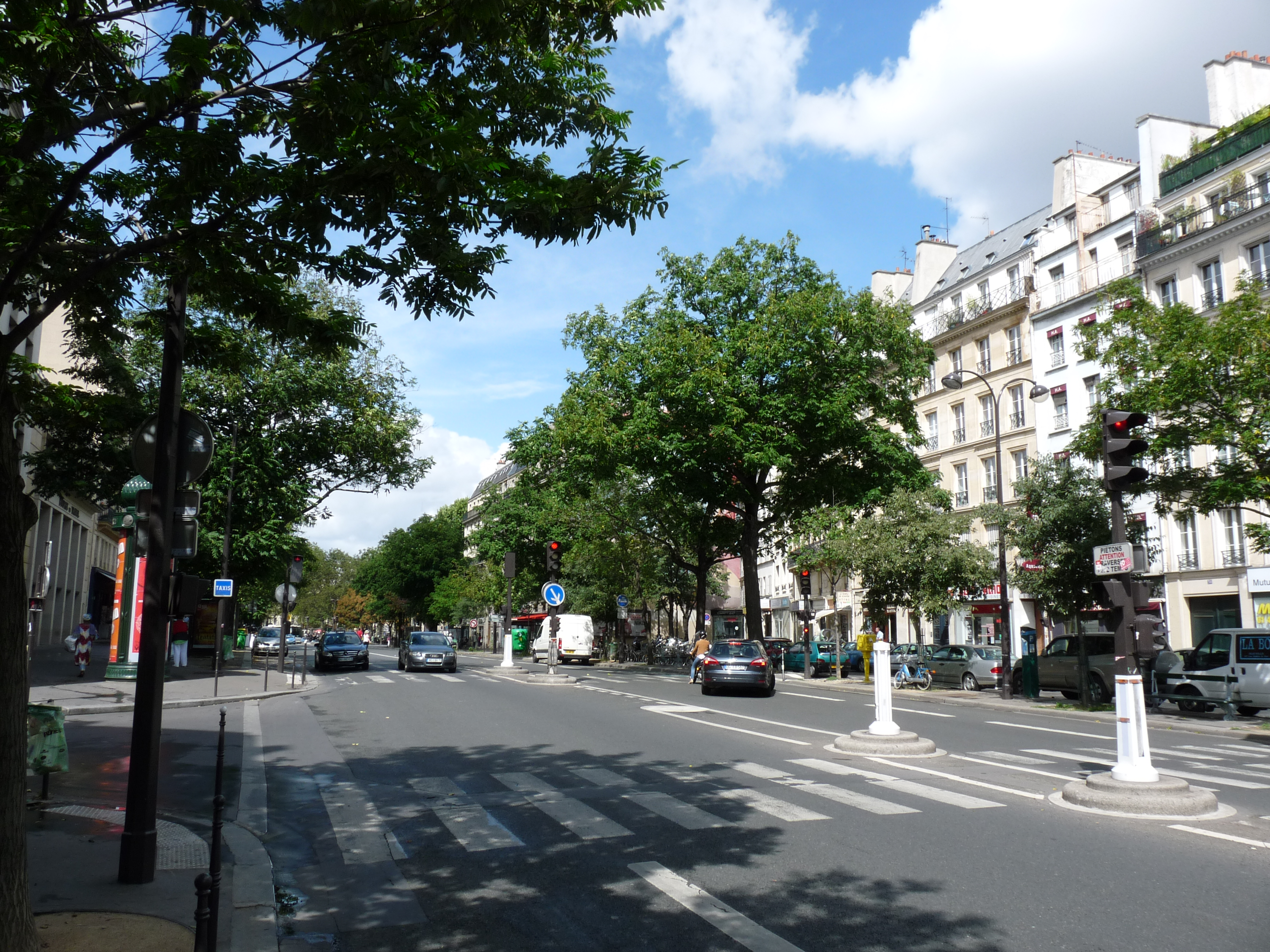
Boulevard du Temple

Quartier des Enfants-Rouges (doslovně čtvrť Červených dětí) je 10. administrativní čtvrť v Paříži, která je součástí 3. městského obvodu. Má rozlohu 27,2 ha a vymezují ji ulice Rue Pastourelle, Rue de Poitou a Rue Froissart na jihu, Rue du Temple na západě, Place de la République na severu a Boulevard du Temple a Boulevard des Filles-du-Calvaire na východě.
Čtvrť byla pojmenována po starém sirotčinci Hospice des Enfants-Rouges založeném Markétou d'Angoulême, starší sestrou krále Františka I.

## Vývoj počtu obyvatel
| Rok sčítání | Počet obyvatel | Hustota zalidnění (ob./km²) |
| ----------- | -------------- | --------------------------- |
| 1954        | 16 267         | 59 805                      |
| 1962        | 15 893         | 58 430                      |
| 1968        | 14 525         | 53 401                      |
| 1975        | 11 025         | 40 533                      |
| 1982        | 9 260          | 34 044                      |
| 1990        | 8 844          | 32 515                      |
| 1999        | 8 562          | 31 478                      |